# Passerelle Marc-Seguin
La passerelle Marc-Seguin est un pont suspendu enjambant le Rhône pour relier Tournon-sur-Rhône à Tain-l'Hermitage en France,. Aussi dit Pont de Tournon-Tain.

## Description
La passerelle, suspendue par huit câbles de fer, a une longueur totale de 184 m. Elle est composée de deux travées de 90 mètres chacune et d'une unique pile centrale en forme d'arche monumentale.

## Localisation
La passerelle est située entre la commune de Tournon-sur-Rhône, dans le département français de l'Ardèche et la commune de Tain-l'Hermitage dans le département français de la Drôme.

## Historique
La passerelle Marc-Seguin fut construite par Marc Seguin de 1847 à 1849 . C'est une version élargie et plus élevée du premier pont suspendu qu'il avait construit juste à côté en 1825 (détruit en 1965). La passerelle, autrefois pont routier, est utilisée uniquement comme passerelle piétonne puis aussi cycliste depuis la construction du pont moderne Gustave-Toursier en 1958.
L'édifice est inscrit au titre des monuments historiques en 1985,.

## Galerie d'images

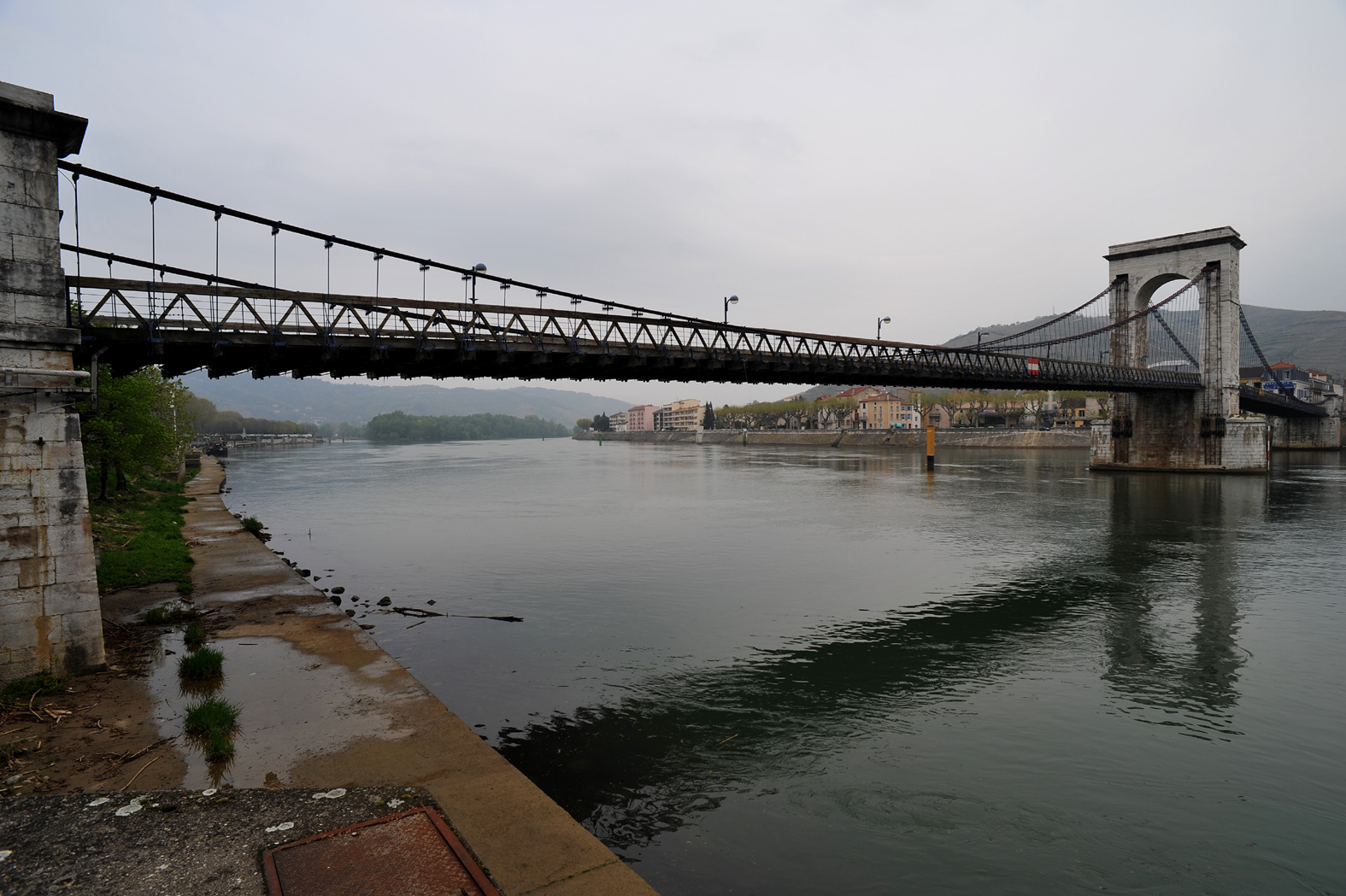
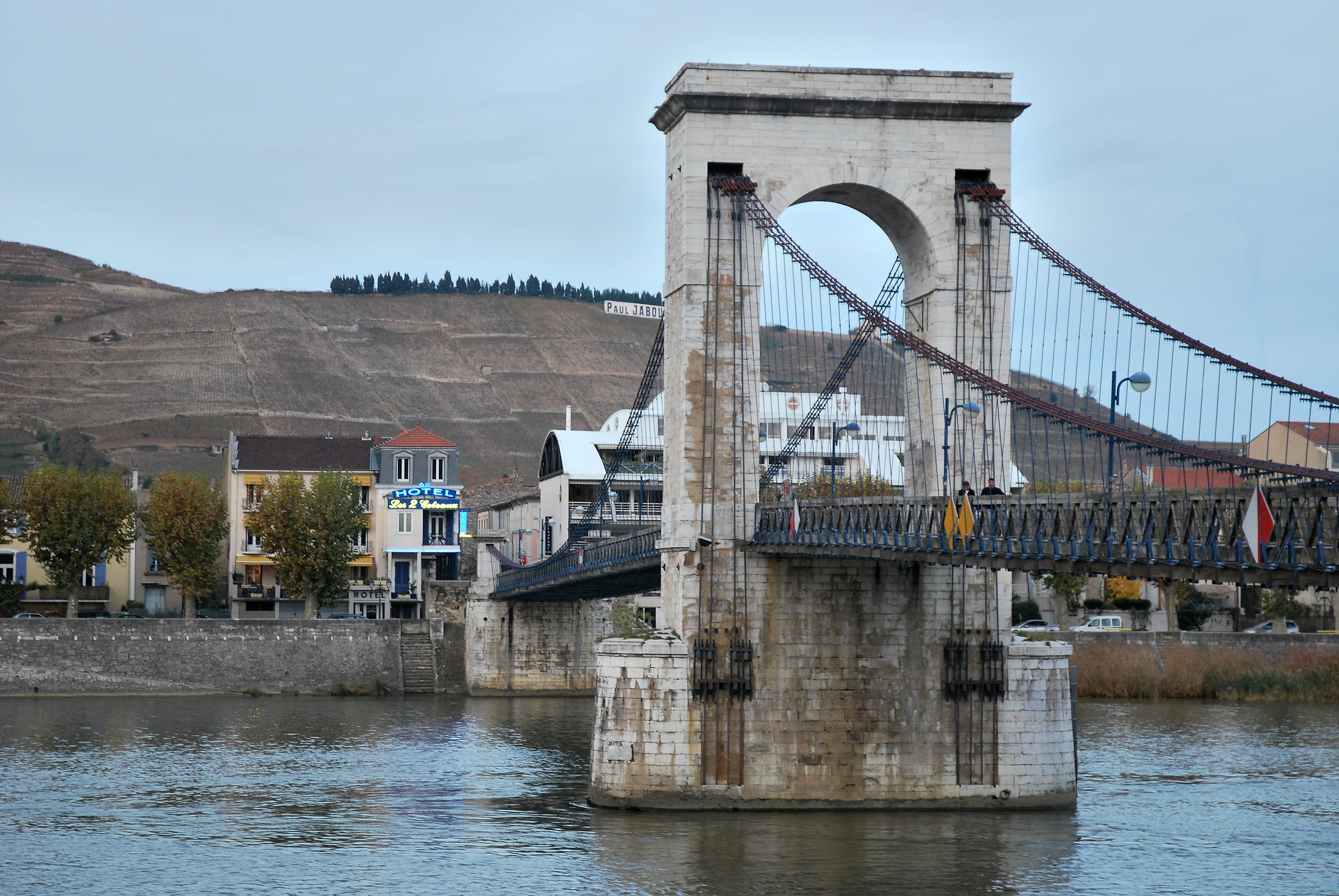